# Pallavolo Impavida Ortona 2013-2014
Questa voce raccoglie le informazioni riguardanti la Pallavolo Impavida Ortona nelle competizioni ufficiali della stagione 2013-2014.

## Stagione
La stagione 2013-14 è per la Pallavolo Impavida Ortona, sponsorizzata dalla Sieco Service, la sesta, la seconda consecutiva, in Serie A2; viene sia confermato l'allenatore Nunzio Lanci che buona parte della rosa: tra le uniche novità infatti gli arrivi di Martin Bruno, Andrea Galliani, Lorenzo Gemmi e Mattia Matricardi e le partenze di Eustachio Lapacciana, Marco Lipparini, Garrett Muagututia e Fabio Scio.
Il campionato inizia con la sconfitta ad opera della Pallavolo Padova, mentre la prima vittoria arriva alla seconda giornata ai danni del Powervolley Milano: dopo uno stop con il Volley Milano, seguono tre successi di fila, per poi terminare il girone di andata con due vittorie e due sconfitte consecutive, che portano la squadra di Ortona al quinto posto in classifica, non utile per qualificarsi alla Coppa Italia di Serie A2. Il girone di ritorno conferma lo stesso andamento di quello di andata, con vittorie che si alternano a sconfitte: la regular season si chiude con due successi e la conferma del quinto posto in classifica. Nei quarti di finale dei play-off promozione, la Pallavolo Impavida Ortona affronta il Power Volley Milano, riuscendo a guadagnarsi il passaggio del turno solo a gara 3; nella semifinale sfida l'altra formazione milanese, quella del Volley Milano, la quale, pur perdendo gara 2, vince le tre gare utili per raggiungere la finale, estromettendo il club abruzzese.

## Organigramma societario
Area direttiva
- Presidente: Tommaso Lanci
- Vicepresidente: Angelo Matricardi
- Segreteria generale: Franco Lanci

Area organizzativa
- Team manager: Angelo Paris
- Direttore sportivo: Massimo D'Onofrio
- Commercialista: Paola Bertini (dal 2 settembre 2013), Tommaso Papa (dal 2 settembre 2013)

Area tecnica
- Allenatore: Nunzio Lanci
- Allenatore in seconda: Tommaso Flacco
- Scout man: Vincenzo Ottalagana
- Assistente allenatori: Massimo D'Onofrio
- Responsabile settore giovanile: Tommaso Flacco, Pasqualino Reati

Area comunicazione
- Ufficio stampa: Francesca Marchese
- Area comunicazione: Massimo D'Onofrio

Area marketing
- Ufficio marketing: Barbara Bianco

Area sanitaria
- Medico: Rino Nicolai, Andrea Simoni
- Preparatore atletico: Mario Santone
- Fisioterapista: Antonella Di Sciullo

## Rosa
| N° | Nome              | Ruolo | Data di nascita  | Nazionalità sportiva |
| -- | ----------------- | ----- | ---------------- | -------------------- |
| 1  | Leano Cetrullo    | S/O   | 8 settembre 1986 | Italia               |
| 2  | Michele Simoni    | C     | 26 maggio 1990   | Italia               |
| 3  | Matteo Guidone    | C     | 28 luglio 1987   | Italia               |
| 4  | Martin Bruno      | S     | 24 febbraio 1989 | Argentina            |
| 5  | Mattia Matricardi | P     | 31 gennaio 1989  | Italia               |
| 6  | Andrea Galliani   | S     | 6 gennaio 1988   | Italia               |
| 7  | Lorenzo Gemmi     | S     | 25 agosto 1985   | Italia               |
| 9  | Marco Pappadà     | L     | 19 maggio 1986   | Italia               |
| 10 | Emanuele Sborgia  | C     | 30 novembre 1981 | Italia               |
| 11 | Pietro Di Meo     | S     | 28 giugno 1982   | Italia               |
| 12 | Andrea Lanci      | P     | 12 agosto 1980   | Italia               |
| 17 | Giuseppe Zito     | L     | 30 novembre 1989 | Italia               |
| 18 | Renato Orsini     | S/O   | 10 luglio 1985   | Italia               |

## Mercato
| Acquisti | Acquisti          | Acquisti              | Acquisti   |
| R.       | Nome              | da                    | Modalità   |
| -------- | ----------------- | --------------------- | ---------- |
| S        | Martin Bruno      | Peñarol Mar del Plata | definitivo |
| S        | Andrea Galliani   | Piemonte              | definitivo |
| S        | Lorenzo Gemmi     | Orte                  | definitivo |
| P        | Mattia Matricardi | Virtus Paglieta       | definitivo |

| Cessioni | Cessioni             | Cessioni     | Cessioni   |
| R.       | Nome                 | a            | Modalità   |
| -------- | -------------------- | ------------ | ---------- |
| P        | Eustachio Lapacciana | Matera Bulls | definitivo |
| S        | Marco Lipparini      | Potentino    | definitivo |
| S        | Garrett Muagututia   | Konak        | definitivo |
| S        | Fabio Scio           | Real Gioia   | definitivo |

## Risultati

### Serie A2

#### Girone di andata
| 1ª giornata - 20 ottobre 2013 PalaFabris, Padova             | Padova           | 3 - 0 | Impavida Ortona    | 25-23, 25-18, 25-21               |
| 2ª giornata - 27 ottobre 2013 Palasport Comunale, Ortona     | Impavida Ortona  | 3 - 0 | Powervolley Milano | 25-17, 25-22, 25-17               |
| 3ª giornata - 3 novembre 2013 Palazzetto dello Sport, Monza  | Milano           | 3 - 2 | Impavida Ortona    | 27-25, 19-25, 21-25, 27-25, 27-25 |
| 5ª giornata - 17 novembre 2013 Palasport Comunale, Ortona    | Impavida Ortona  | 3 - 1 | Brolo              | 23-25, 25-13, 25-18, 25-22        |
| 6ª giornata - 24 novembre 2013 PalaParini, Cantù             | Libertas Brianza | 1 - 3 | Impavida Ortona    | 19-25, 27-25, 19-25, 21-25        |
| 7ª giornata - 1º dicembre 2013 Palasport Comunale, Ortona    | Impavida Ortona  | 3 - 1 | Materdomini        | 25-27, 25-22, 25-14, 25-23        |
| 8ª giornata - 8 dicembre 2013 PalaPolsinelli, Sora           | Argos            | 3 - 1 | Impavida Ortona    | 26-24, 20-25, 25-20, 25-18        |
| 9ª giornata - 15 dicembre 2013 Palasport Comunale, Ortona    | Impavida Ortona  | 0 - 3 | Matera Bulls       | 23-25, 20-25, 22-25               |
| 10ª giornata - 22 dicembre 2013 Palasport Comunale, Ortona   | Impavida Ortona  | 3 - 1 | Corigliano Volley  | 21-25, 26-24, 25-19, 25-23        |
| 11ª giornata - 26 dicembre 2014 PalaPrincipi, Potenza Picena | Potentino        | 1 - 3 | Impavida Ortona    | 25-27, 22-25, 25-18, 19-25        |

#### Girone di ritorno
| 12ª giornata - 29 dicembre 2014 Palasport Comunale, Ortona     | Impavida Ortona    | 1 - 3 | Padova           | 21-25, 19-25, 25-18, 22-25        |
| 13ª giornata - 5 gennaio 2014 Centro Pavesi, Milano            | Powervolley Milano | 2 - 3 | Impavida Ortona  | 17-25, 21-25, 25-23, 25-12, 18-20 |
| 14ª giornata - 19 gennaio 2014 Palasport Comunale, Ortona      | Impavida Ortona    | 0 - 3 | Milano           | 18-25, 21-25, 21-25               |
| 16ª giornata - 2 febbraio 2014 PalaFantozzi, Capo d'Orlando    | Brolo              | 0 - 3 | Impavida Ortona  | 19-25, 17-25, 18-25               |
| 17ª giornata - 9 febbraio 2014 Palasport Comunale, Ortona      | Impavida Ortona    | 3 - 0 | Libertas Brianza | 25-22, 25-19, 25-22               |
| 18ª giornata - 16 febbraio 2014 PalaGrotte, Castellana Grotte  | Materdomini        | 3 - 2 | Impavida Ortona  | 25-19, 22-25, 18-25, 25-13, 17-15 |
| 19ª giornata - 23 febbraio 2014 Palasport Comunale, Ortona     | Impavida Ortona    | 3 - 1 | Argos            | 25-18, 36-38, 25-17, 25-20        |
| 20ª giornata - 2 marzo 2014 PalaSassi, Matera                  | Matera Bulls       | 3 - 0 | Impavida Ortona  | 25-21, 25-19, 25-18               |
| 21ª giornata - 9 marzo 2014 PalaCorigliano, Corigliano Calabro | Corigliano Volley  | 1 - 3 | Impavida Ortona  | 18-25, 25-22, 19-25, 20-25        |
| 22ª giornata - 16 marzo 2014 Palasport Comunale, Ortona        | Impavida Ortona    | 3 - 0 | Potentino        | 25-20, 25-21, 25-20               |

#### Play-off promozione
| Quarti di finale (gara 1) - 30 marzo 2014 Palasport Comunale       | Impavida Ortona    | 3 - 1 | Powervolley Milano | 21-25, 25-23, 25-15, 26-24        |
| Quarti di finale (gara 2) - 2 aprile 2014 Centro Pavesi, Milano    | Powervolley Milano | 3 - 0 | Impavida Ortona    | 25-17, 25-22, 25-22               |
| Quarti di finale (gara 3) - 6 aprile 2014 Palasport Comunale       | Impavida Ortona    | 3 - 1 | Powervolley Milano | 19-25, 25-20, 25-22, 25-20        |
| Semifinali (gara 1) - 12 aprile 2014 Palazzetto dello Sport, Monza | Milano             | 3 - 2 | Impavida Ortona    | 25-18, 27-25, 23-25, 22-25, 15-13 |
| Semifinali (gara 2) - 20 aprile 2014 Palasport Comunale, Ortona    | Impavida Ortona    | 3 - 1 | Milano             | 25-17, 22-25, 25-21, 25-20        |
| Semifinali (gara 3) - 23 aprile 2014 Palazzetto dello Sport, Monza | Milano             | 3 - 1 | Impavida Ortona    | 25-22, 25-19, 22-25, 25-23        |
| Semifinali (gara 4) - 27 aprile 2014 Palasport Comunale, Ortona    | Impavida Ortona    | 0 - 3 | Milano             | 18-25, 23-25, 21-25               |

## Statistiche

### Statistiche di squadra
| Competizione | Punti | In casa | In casa | In casa | In trasferta | In trasferta | In trasferta | Totale | Totale | Totale |
| Competizione | Punti | G       | V       | P       | G            | V            | P            | G      | V      | P      |
| ------------ | ----- | ------- | ------- | ------- | ------------ | ------------ | ------------ | ------ | ------ | ------ |
| Serie A2     | 37    | 14      | 10      | 4       | 13           | 5            | 8            | 27     | 15     | 12     |
| Totale       | -     | 14      | 10      | 4       | 13           | 5            | 8            | 27     | 15     | 12     |

G = partite giocate; V = partite vinte; P = partite perse

### Statistiche dei giocatori
| Giocatore     | Serie A2 | Serie A2 | Serie A2 | Serie A2 | Serie A2 | Totale | Totale | Totale | Totale | Totale |
| Giocatore     | P        | PT       | AV       | MV       | BV       | P      | PT     | AV     | MV     | BV     |
| ------------- | -------- | -------- | -------- | -------- | -------- | ------ | ------ | ------ | ------ | ------ |
| M. Bruno      | 28       | 260      | 214      | 26       | 20       | 28     | 260    | 214    | 26     | 20     |
| L. Cetrullo   | 26       | 444      | 375      | 31       | 38       | 26     | 444    | 375    | 31     | 38     |
| P. Di Meo     | 24       | 77       | 61       | 4        | 12       | 24     | 77     | 61     | 4      | 12     |
| A. Galliani   | 28       | 406      | 327      | 60       | 19       | 28     | 406    | 327    | 60     | 19     |
| L. Gemmi      | 23       | 22       | 17       | 3        | 2        | 23     | 22     | 17     | 3      | 2      |
| M. Guidone    | 15       | 52       | 33       | 15       | 4        | 15     | 52     | 33     | 15     | 4      |
| A. Lanci      | 28       | 33       | 20       | 3        | 10       | 28     | 33     | 20     | 3      | 10     |
| M. Matricardi | 18       | 0        | 0        | 0        | 0        | 18     | 0      | 0      | 0      | 0      |
| R. Orsini     | 4        | 2        | 2        | 0        | 0        | 4      | 2      | 2      | 0      | 0      |
| M. Pappadà    | 8        | -        | -        | -        | -        | 8      | -      | -      | -      | -      |
| E. Sborgia    | 24       | 143      | 102      | 30       | 11       | 24     | 143    | 102    | 30     | 11     |
| M. Simoni     | 28       | 222      | 160      | 56       | 6        | 28     | 222    | 160    | 56     | 6      |
| G. Zito       | 28       | -        | -        | -        | -        | 28     | -      | -      | -      | -      |

P = presenze; PT = punti totali; AV = attacchi vincenti; MV = muri vincenti; BV = battute vincenti